# وراثيات الصداع النصفي
يكون الصداع النصفي غالبًا حالة وراثية، ويُقدّر أن 60% من حالات الصداع النصفي ناتجة عن عوامل جينية. لا يُعرف على وجه التحديد دور الانتقاء الطبيعي في تطور الصداع النصفي. تميل الاضطرابات التي تعيق اللياقة البدنية، مثل الصداع النصفي، إلى الاختفاء نتيجة للانتقاء الطبيعي، وينخفض معدل حدوثها إلى ما يقارب معدل الطفرات العفوية. لكن معدل انتشار الصداع النصفي مُقدر بنحو 15-20% وهو في ازدياد. يوحي هذا بأن الجهاز العصبي المركزي الذي يتعرض للصداع الشديد المتقطع ربما يحظى بميزة بقائية أو إنجابية مهمة. وتوجد خمسة تفسيرات تطورية محتملة: (أ) الصداع النصفي بوصفه آلية دفاع، (ب) الصداع النصفي نتيجة للصراعات مع الكائنات الحية الأخرى، (ج) الصداع النصفي نتيجة لعوامل بيئية جديدة، (د) الصداع النصفي بوصفه مقايضة بين التكلفة والفائدة الجينية، (هـ) الصداع بصفته عيبًا في التصميم. تتيح هذه التفسيرات مقاربة علاج الصداع النصفي والوقاية منه من منظور الطب التطوري.

## دور الوراثة
تشير دراسات التوائم إلى أن التأثير الجيني على احتمال الإصابة بالصداع النصفي يبلغ نحو 34% إلى 51%. تكون العلاقة الجينية أقوى في الصداع النصفي المصحوب بالنسمة (الأورا) مقارنة مع الصداع النصفي غير المصحوب بها. يزيد عدد من المتغيرات الجينية المحددة من خطر الإصابة زيادة ضئيلة إلى متوسطة.
الاضطرابات الجينية أحادية الجين التي تؤدي إلى الصداع النصفي نادرة. يُعرف أحدها باسم الصداع النصفي الشقي العائلي، وهو نوع من الصداع النصفي مصحوب بالنسمة، يُورث وراثةً صبغية جسمية سائدة. ثبت دور أربعة جينات في الصداع النصفي الشقي العائلي. تشارك ثلاثة من هذه الجينات في النقل الشاردي، أما الجين الرابع فهو بروتين محوري عصبي مرتبط بمعقد الإخراج الخلوي. يوجد اضطراب جيني آخر مرتبط بالصداع النصفي يسمى متلازمة كاداسيل (اعتلال الشرايين الدماغية الذاتي السائد المترافق مع احتشاءات تحت قشرية واعتلال بيضاء الدماغ).

## التطور

### آلية دفاع
يمكن تفسير الميل إلى الإصابة بالصداع عند مواجهة ضغوطات أو محفزات حسية قوية بطريقتين. أولًا، قد يكون الصداع أحد الآثار الجانبية لعمليات أخرى تجري في الجهاز العصبي المركزي وتوفر مزايا تطورية مهمة. مثل معاكسة توسع الشرايين القحفية لمواجهة تقلص الأوعية الدموية الخطير في الدماغ. ثانيًا، قد يكون الصداع النصفي مثالًا على كيفية تطور الألم لتشجيع الكائنات الحية على تجنب المواقف الضارة المحتملة. وقد فُسر الصداع النصفي الناجم عن الشم (الصداع النصفي الذي تحفزه الروائح القوية) على أنه محاولة لمنع دخول السموم إلى الدماغ. وبالمثل، قد تكون العتبة المنخفضة للغثيان والتقيؤ آلية للتخلص من السموم التي تدخل الجسم مع الطعام. يُلاحظ أن المصابين بالصداع النصفي لديهم معدل أقل من الأورام الخبيثة في الدماغ مقارنة بالمجموعة الضابطة، ما يوحي بأن الصداع النصفي يقي من الأورام. لكن الآلية المسؤولة عن هذا الاختلاف غير معروفة.

### صراعات مع كائنات حية أخرى
قد ينتج الجهاز العصبي المركزي المعرض للصداع النصفي عن تفاعلات مع كائنات حية أخرى بطريقتين. الاحتمال الأول هو أن الصداع النصفي يوفر ميزة للكائن الحي في مكافحة العدوى عن طريق زيادة تدفق الدم إلى الدماغ. الاحتمال الثاني هو أن بعض المُمرِضات تطورت لتسبب الصداع لتسريع انتقالها إلى الكائنات الحية الأخرى. قد لا يفيد الصداع النصفي المضيف ولا المُمرِض، ويكون ببساطة نتيجة لإصابات معينة. يتفق التفسير الأخير مع التأثير السلبي الواضح للصداع النصفي على اللياقة البدنية للبشر.

### عوامل بيئية جديدة
قد تسهم العوامل البيئية الجديدة المترافقة مع التحفيز الحسي المفرط في السماح بالتعبير عن الجينات التي تزيد قابلية الإصابة بالصداع النصفي. وإذا كان الأمر كذلك، فربما لم يتمكن الانتقاء الطبيعي بعد من التخلص من هذه الجينات. يُعد ازدياد انتشار الصداع النصفي نتيجة واضحة لزيادة المحفزات المعروفة، مثل الضوء الساطع، والضوضاء العالية، واضطرابات أنماط النوم والاستيقاظ، والضغط العصبي. يُعد هذا مثالًا على «نظرية عدم المطابقة» التي تنص على أن البيئة الحالية مختلفة عن البيئة التطورية لخاصية معينة.

### التكلفة مقابل الفائدة
يخضع الصداع النصفي لتأثير وراثي متعدد الجينات (تتحكم فيه جينات متعددة). لذلك، افترض الباحثون أن الصداع النصفي نوع من المقايضة، وأنه موجود على شكل طيف من القابلية، إذ يقع معظم الناس في المنطقة «المتغايرة» بين طرفي النقيض بين عدم الشعور بالصداع على الإطلاق إلى الشعور بالصداع المتكرر والمعيق. وفي حين أن الفائدة البقائية للأنماط الخفيفة من الصداع غير معروفة تمامًا، توجد أدلة على أن الحساسية البصرية أعلى لدى أفراد عائلات المصابين بالصداع النصفي. بالإضافة إلى ذلك، قد تفسر نظرية المقايضة هذه الارتفاع في معدل الإصابة بين النساء، وخاصة النساء الحوامل والنساء في سن الإنجاب (25-40 سنة)، إذ يُعد تجنب البيئات الخطرة أكثر أهمية للنجاح الإنجابي للمرأة. تُشاهد المقايضة بين التكلفة والفائدة على نحو شائع في اضطرابات أخرى، مثل التليف الكيسي وفقر الدم المنجلي.

### الصداع النصفي بوصفه عيبًا في التصميم
أخيرًا، قد ينتج الصداع النصفي عن عيب في تصميم الجهاز العصبي المركزي. تشير الأدلة إلى وجود خلل في مسارات تثبيط الألم لدى مرضى الصداع النصفي، ووجود تفاعلات غير متناغمة بين جذع الدماغ القديم والقشرة الجديدة الأكثر تطورًا. قد يكون جذع الدماغ غير قادر على كبح المدخلات الكثيفة من المراكز العليا في الدماغ.